# Yağmur Tanrısevsin
Yağmur Tanrısevsin (Mersin, 1991. január 28. –) török színésznő és tervező.

## Filmográfia
| Televízió | Televízió                      | Televízió    | Televízió     |
| Év        | Cím (eredeti cím)              | Szerep       | Magyar hang   |
| --------- | ------------------------------ | ------------ | ------------- |
| 2012      | Pis Yedili                     | Müge         |               |
| 2012      | Feriha (Adını Feriha Koydum)   | Ece          | Czető Zsanett |
| 2013-2014 | (Güneşi Beklerken)             | Melis        |               |
| 2014-2015 | (Kaçak)                        | Tülay Mengen |               |
| 2015      | (Bana Baba Dedi)               | Didem        |               |
| 2015      | (Mayıs Kraliçesi)              | Nehir        |               |
| 2017      | (İki Yalancı)                  | Duygu        |               |
| 2021      | (Menajerimi Ara)               | Kendisi      |               |
| 2021-2022 | Összetört szívek (Kalp Yarası) | Ayşe Yılmaz  | Gyöngy Zsuzsa |
| Film      |                                |              |               |
| Év        | Cím                            | Szerep       | Magyar hang   |
| 2013      | The Tragedy                    | Jennifer     |               |
| 2013      | Aşk Ağlatır                    | Banu         |               |
| 2015      | Geniş Aile: Yapıştır           | Çağla        |               |
| 2016      | Yok Artık 2                    | Damla        |               |
| 2020      | Baba Parası                    | Tülin        |               |
| Yakında   | Üçüncü Gün                     | Elya         |               |